# Missão de um ano na EEI

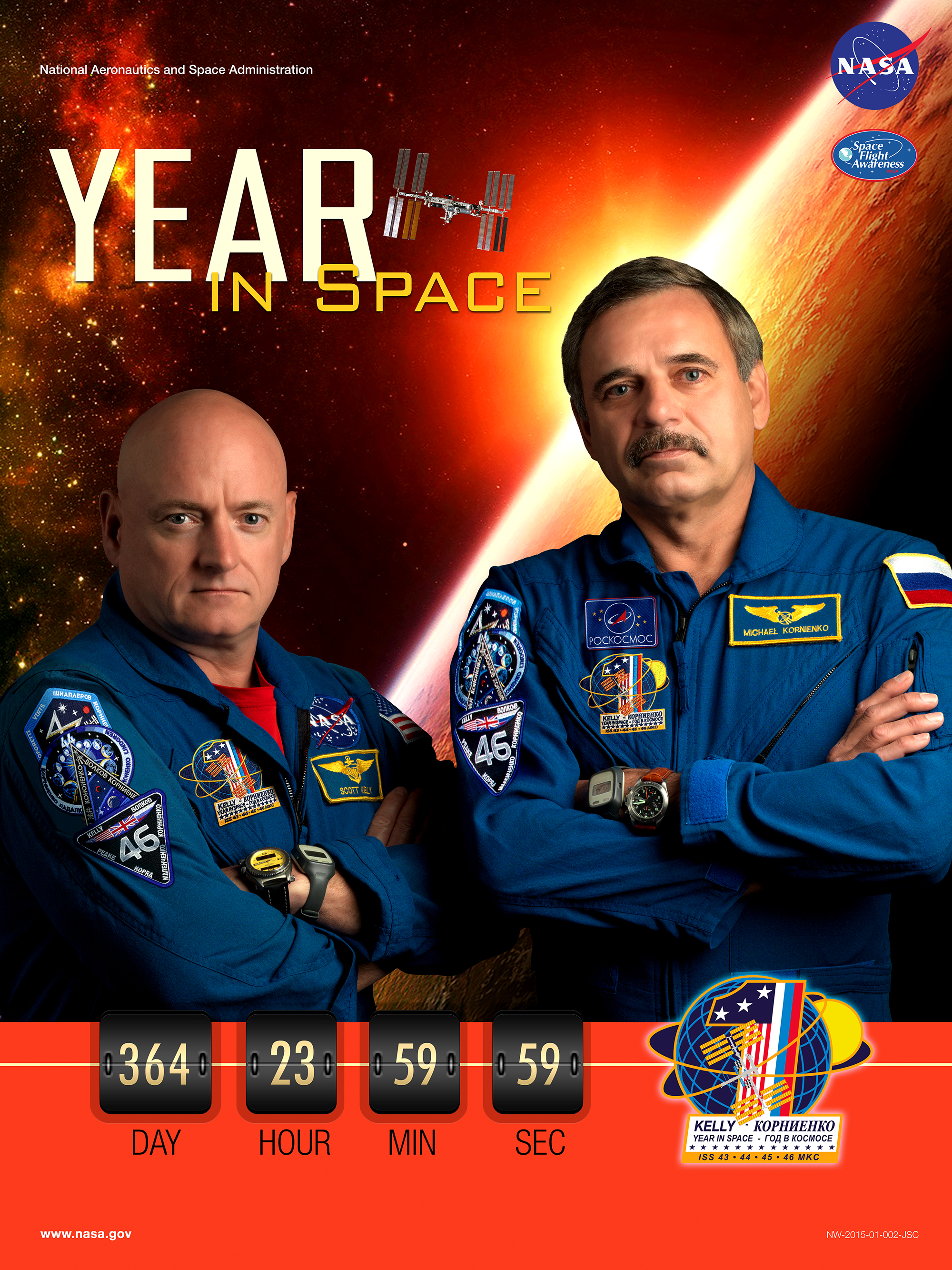
Pôster da equipe

A Missão de Um Ano na ISS foi um projeto de pesquisa científica a bordo da Estação Espacial Internacional, que estudou o efeitos na saúde em voos espaciais de longa duração. Scott Kelly e Mikhail Kornienko passaram 342 dias (11 meses e 3 dias) no espaço, com cientistas realizando experimentos médicos. Kelly e Kornienko foram lançados no dia 27 de março de 2015 na Soyuz TMA-16M juntos de Gennady Padalka. A missão passou pelas Expedições 43, 44, 45 e 46. A dupla pousou em segurança no Casaquistão no dia 2 de março de 2016, a bordo da Soyuz TMA-18M com Sergei Volkov. A missão foi apoiada pelo estudo NASA Twins, que tem ajudado a entender os efeitos na saúde em voos espaciais de longa duração, que é, especificamente, o interesse das missões à Marte.

## História

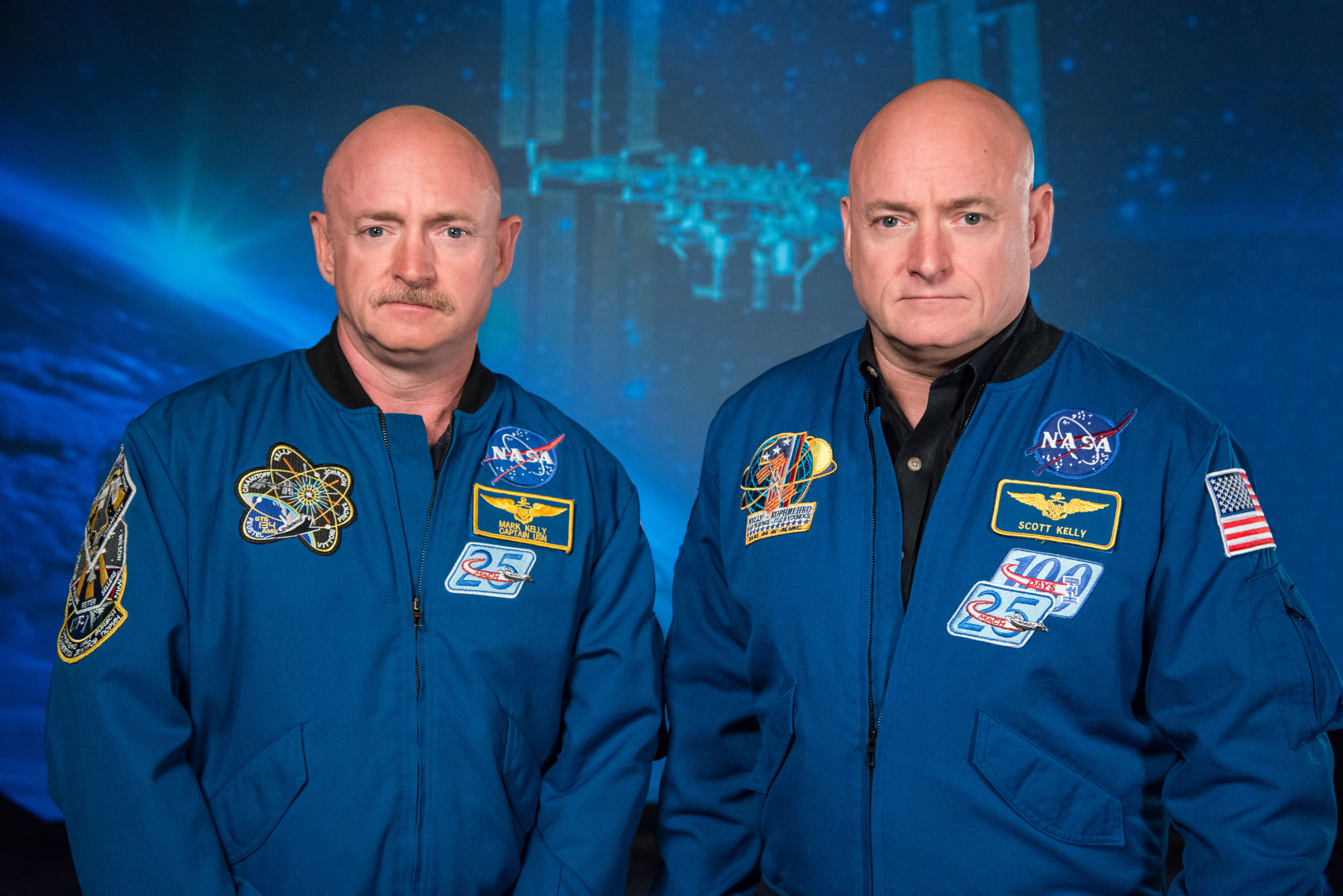
Mark e Scott Kelly são gêmeos idênticos, e serão estudados para ver mudanças na saúde, comparando um corpo no espaço e um na Terra

Em novembro de 2012, a NASA, a Roscosmos e seus parceiros internacionais selecionaram dois astronautas veteranos para uma missão de um ano a bordo da Estação Espacial Internacional em 2015. A missão incluiu a coleta de dados científicos importantes para futura exploração espacial Humana do Sistema Solar. Kelly e Korniyenko já tinham uma conexão; Kelly foi suplente das tripulações participantes da Expedição 23/24, onde Korniyenko serviu como engenheiro de voo.
O objetivo a bordo do laboratório orbital era entender melhor como o corpo humano reage e adapta-se ao difícil ambiente espacial. Os dados dos 342 dias tinham o objetivo de ajudar a informar avaliações atuais do desempenho da tripulação e da saúde onde procuram melhor determinar e validar contramedidas para reduzir os riscos associados com futuras explorações nos planos da NASA, como missões ao redor da Lua, asteroides e finalmente, Marte.

## Estudos sobre a saúde
A Estação Espacial Internacional desenvolveu equipamentos de exercício, incluindo esteiras e dispositivos de resistência para limitar a Atrofia muscular num ambiente de baixa gravidade. A falta de peso faz com que os fluídos corporais acumulem-se na parte superior do copo, levando a Edema facial e efeitos colaterais indesejáveis. Um problema pode ser a baixa gravidade afetando o corpo de formas não pensadas e pode tornar-se difícil detectar a causa e efeito da gravidade no corpo. O espaço parece causar problemas para várias partes do corpo, incluindo: ossos, as vezes os olhos e um problema clássico é a doença do espaço.

### Estudos psicológicos
O estudo também precisou que os astronautas mantivessem um diário e investigassem os efeitos psicológicos de viver num espaço confinado por um período longo de tempo. Kornieko disse sobre suas experiências nas Expedições 23/24: "O que você mais sente falta é a própria Terra, senti falta dos cheiros. Senti falta das arvores, até sonhei sobre elas. Até alucinei. Achei que senti cheiro de fogo e alguma coisa sendo assada! Acabei colocando fotos de árvores nas paredes para me animar. Você sente falta da Terra lá em cima."
Scott declarou que o que ele mais sentiu falta foi perceber as mudanças no clima enquanto estava na ISS.

## História

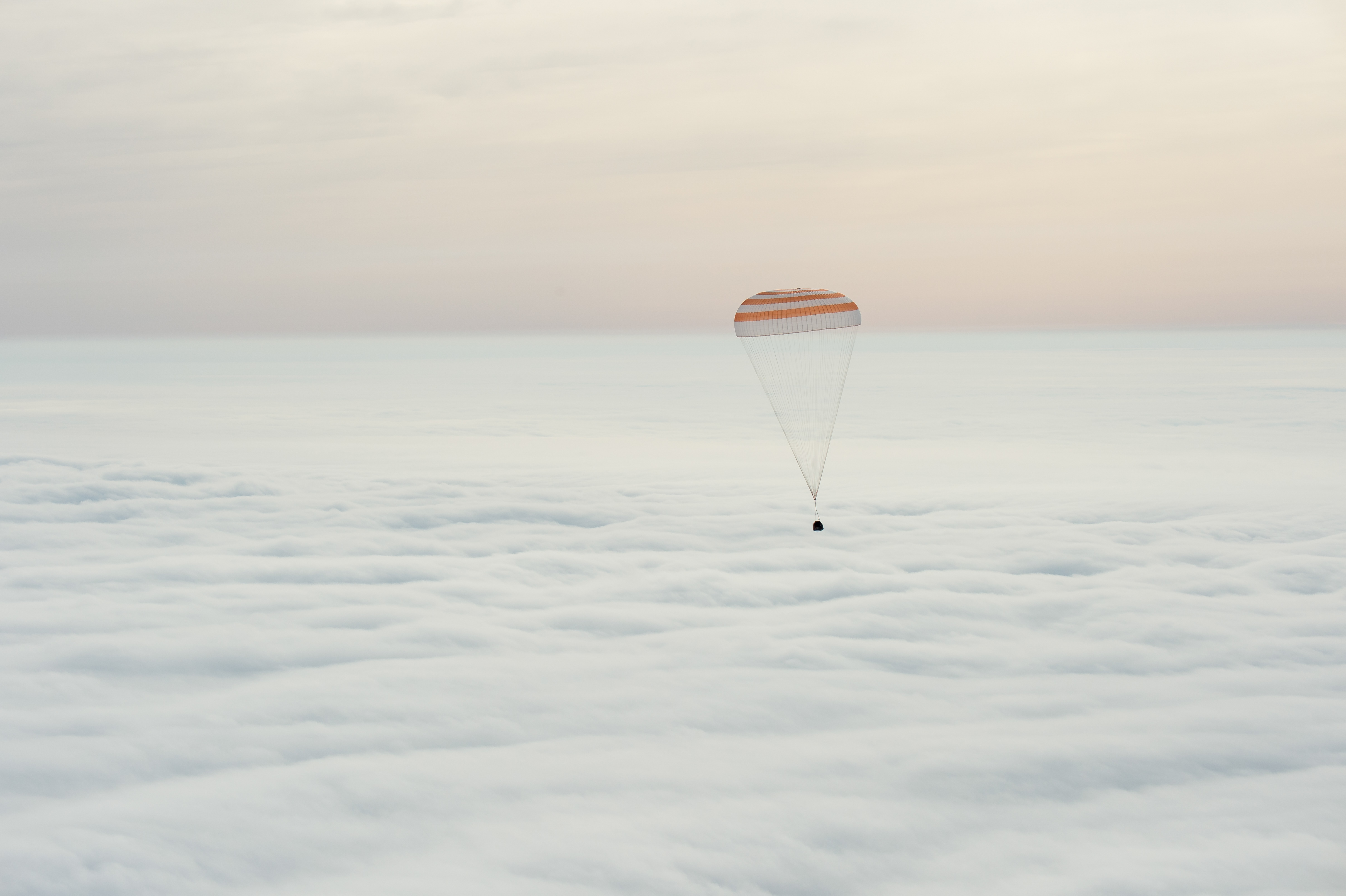
A nave Soyuz TMA-18M vista ao pousar com o Comandante da Expedição 46 Scott Kelly, da NASA, e os cosmonautas russos Mikhail Kornienko e Sergey Volkov da Roscosmos, próximos a cidade de Dzhezkazgan, Casaquistão, na Quarta-Feita, 2 de março de 2016 (hora no Casaquistão)

Vladimir Titov e Musa Manarov passaram 365 dias no espaço a bordo da Mir de dezembro de 1987 até dezembro de 1988.
Sergei Avdeyev passou 379 dias na Mir em 1999 e Valeri Polyakov passou 437 dias na Mir em 1994-1995.
Antes da Missão de Um Ano, a missão mais longa para a ISS foi de 215 dias, com Mikhail Tyurin e Michael López-Alegría. Peggy Whitson detém o recorde por ter participado na missão mais longa (sendo mulher) por cerca de 290 dias. A marca dessa missão foi superada por Mark Vande Hei em 2022, após ficar 355 dias no espaço.
- Este artigo foi inicialmente traduzido, total ou parcialmente, do artigo da Wikipédia em inglês cujo título é «ISS year long mission».